# Liste der Kulturdenkmäler in Stadecken-Elsheim
In der Liste der Kulturdenkmäler in Stadecken-Elsheim sind alle Kulturdenkmäler der rheinland-pfälzischen Ortsgemeinde Stadecken-Elsheim aufgeführt. Grundlage ist die Denkmalliste des Landes Rheinland-Pfalz (Stand: 3. April 2024).

## Elsheim

### Denkmalzonen
| Bezeichnung                 | Lage                             | Baujahr | Beschreibung | Bild                           |
| --------------------------- | -------------------------------- | ------- | --- | ------------------------------ |
| Denkmalzone Ortsbefestigung | Elsheim, Am Pfarrgarten Lage     |         | Effengraben; baumbestandener Abschnitt des spätmittelalterlichen Wallgrabens; tiefeingeschnittener Graben in Nordsüdrichtung von der Mainzer Straße bis zur Schulstraße (parallel zur Straße Am Pfarrgarten) | Fotos hochladen                |
| Denkmalzone Windhäuserhof   | Elsheim, nördlich des Ortes Lage | um 1830 | Hofgeviert auf der Plateaukante mit westlich anschließenden Park- und Ackerflächen und Weingarten am Hang des Selztals; Vierseitanlage, um 1830 bis 1860, Putzbauten in spätklassizistisch-historisierendem Rundbogenstil; Stallungen mit Kreuzgewölben, Scheunen, als Kopfbauten Wohnhäuser mit gotisierenden Treppengiebeln, mächtige Remise mit Gesindewohnungen; englischer Landschaftsgarten mit Gartenhaus, „Felsenbrücke“, neugotischer Aussichtsturm, um 1900, ummauerter Weingarten mit Wingertshaus, Loggia mit Zinnenkranz, Ende des 19. Jahrhunderts | weitere Bilder Fotos hochladen |

### Einzeldenkmäler
| Bezeichnung                     | Lage                                                                  | Baujahr                           | Beschreibung | Bild                           |
| ------------------------------- | --------------------------------------------------------------------- | --------------------------------- | --- | ------------------------------ |
| Friedhofskreuz und Grabmal      | Elsheim, Friedhofstraße 30, auf dem Friedhof Lage                     | ab 1868                           | Friedhof 1868 angelegt, teilweise alte Einfriedungsmauer mit spätklassizistischen Torpfeilern; gotisierendes Friedhofskreuz, bezeichnet 1868; spätklassizistischer Grabstein Adam Zieluff († 1887) | Fotos hochladen                |
| Spolie                          | Elsheim, Heiligenecke, an Nr. 1 Lage                                  | 1705                              | Grenzstein des Klosters Eberbach, Gelbsandstein, bezeichnet [1]705 | BW                             |
| Spolien                         | Elsheim, Heiligenecke, an Nr. 15 Lage                                 | 17. und 18. Jahrhundert           | Kellerbogen-Scheitelstein, bezeichnet 1623; am Nebengebäude Grenzstein, bezeichnet 1727 und 1949                                                                                                   | Fotos hochladen                |
| Katholische Kirche St. Walburga | Elsheim, Ingelheimer Straße 2 Lage                                    | 1747–51                           | barocker Saalbau mit Walmdach, 1747–51 | Fotos hochladen                |
| Mauritiuskrypta                 | Elsheim, Ingelheimer Straße 4 Lage                                    | erste Hälfte des 12. Jahrhunderts | zweiteilige romanische Krypta, wohl aus der ersten Hälfte des 12. Jahrhunderts, Blattwerkkartusche bezeichnet 1766; darüber Wohnhaus, bezeichnet 1555                                              | weitere Bilder Fotos hochladen |
| Hofanlage                       | Elsheim, Mainzer Straße 12 Lage                                       | 1751                              | Hofanlage; im Kern barockes Wohnhaus, teilweise Fachwerk (verputzt), Oberlichtportal bezeichnet 1751, im 19. Jahrhundert überformt, Ökonomie bezeichnet 1884                                       | Fotos hochladen                |
| Evangelische Paulskirche        | Elsheim, Schulstraße 8 Lage                                           | 1760                              | barocker Saalbau, bezeichnet 1760, bauzeitliche Ausstattung | weitere Bilder Fotos hochladen |
| Kriegerdenkmal                  | Elsheim, Schulstraße, bei Nr. 8 Lage                                  | 1938                              | Kriegerdenkmal 1914/18, reliefierte Stele, 1938, Bildhauer Heinz Müller-Olm, Nieder-Olm, 1955 von Heinz Müller-Olm erweitert                                                                       | Fotos hochladen                |
| Spolie                          | Elsheim, Schulstraße, an Nr. 14 Lage                                  | erste Hälfte des 18. Jahrhunderts | aufwändig profilierter Ofenfuß, wohl aus der ersten Hälfte des 18. Jahrhunderts | Fotos hochladen                |
| Wohnhaus                        | Elsheim, Zehnthofstraße 4 Lage                                        | frühe 18. Jahrhundert             | stattliches barockes Wohnhaus, teilweise Fachwerk, wohl aus dem frühen 18. Jahrhundert | Fotos hochladen                |
| Spolien                         | Elsheim, Zehnthofstraße, an Nr. 5 Lage                                | 18. Jahrhundert                   | Ofenfuß; aufwändig reliefierter Volutenstein, 18. Jahrhundert; Schlussstein mit Schmiedezeichen, bezeichnet 1709                                                                                   | Fotos hochladen                |
| Hofanlage                       | Elsheim, Zehnthofstraße 13 Lage                                       | Mitte des 18. Jahrhunderts        | Hofanlage; spätbarocker Krüppelwalmdachbau, teilweise Fachwerk, wohl aus der Mitte des 18. Jahrhunderts mit älteren Teilen, Stallanbau und Querscheune 19. Jahrhundert                             | Fotos hochladen                |
| Weinbergshaus                   | Elsheim, nördlich von Elsheim; Flur Zwischen Generalszaun Lage        | Anfang des 19. Jahrhunderts       | klassizistischer turmartiger Rundbau, Anfang des 19. Jahrhunderts | Fotos hochladen                |
| Spolie                          | Elsheim, südwestlich von Elsheim, an der Elftausend-Mägde-Mühle Lage  | 1719                              | barocker Bogenscheitelstein, bezeichnet 1719, | Fotos hochladen                |
| Elftausend-Mägde-Turm           | Elsheim, südwestlich von Elsheim, bei der Elftausend-Mägde-Mühle Lage | 14. oder 15. Jahrhundert          | Ruine einer spätmittelalterlichen Straßensperre und vorgelagerter Brücke, wohl aus dem 14. oder 15. Jahrhundert                                                                                    | weitere Bilder Fotos hochladen |

### Ehemalige Kulturdenkmäler
| Bezeichnung | Lage                            | Baujahr                 | Beschreibung | Bild            |
| ----------- | ------------------------------- | ----------------------- | --- | --------------- |
| Hofanlage   | Elsheim, Mainzer Straße 22 Lage | 18. und 19. Jahrhundert | ehemalige Mühle; Hakenhof, 18. und 19. Jahrhundert; langgestrecktes Hauptgebäude im 19. Jahrhundert überformt: Mühlenteil mit Speicher, bezeichnet 1754, Wohnteil, Kelterraum; Bruchsteinscheune, 19. Jahrhundert; aus Denkmalliste gelöscht und durch Neubau ersetzt | Fotos hochladen |

## Stadecken

### Denkmalzonen
| Bezeichnung              | Lage | Baujahr                | Beschreibung | Bild                           |
| ------------------------ | --- | ---------------------- | --- | ------------------------------ |
| Denkmalzone Burg Stadeck | Stadecken, Am Kirchenthing 1, Burggrabenstraße 1–9 (ungerade Nummern), Poststraße 23–31 (ungerade Nummern) Lage | spätes 12. Jahrhundert | annähernd kreisrunder Bering auf einer Erhebung über der Selzniederung; Gründung der Burg wohl im späten 12. Jahrhundert, nach Zerstörung im frühen 18. Jahrhundert in Teilen wiederhergerichtet - Kernburg (Burggrabenstraße 7): erhalten Teile der Ringmauer und im Unterbau bewahrter runder Eckturm; wuchtiges doppelgeschossiges Hauptgebäude, nach 1760 unter Einbindung älterer Substanz - Burgscheune (Burggrabenstraße 11): Bruchstein-Einfirstanlage, spätes 18. Jahrhundert; im Hof spätrömischer Sarkophag - im Vorburgbereich Amtshaus (Burggrabenstraße 9): breitgelagerter Putzbau mit Krüppelwalmdach, 1771 | weitere Bilder Fotos hochladen |

### Einzeldenkmäler
| Bezeichnung               | Lage                                                                   | Baujahr                                      | Beschreibung | Bild                           |
| ------------------------- | ---------------------------------------------------------------------- | -------------------------------------------- | --- | ------------------------------ |
| Evangelische Peterskirche | Stadecken, Am Kirchenthing 2/4 Lage                                    | um 1735                                      | spätbarocker Saalbau, um 1735, Westfassade um 1850 überformt, Ostturm bezeichnet 1770 | weitere Bilder Fotos hochladen |
| Kriegerdenkmäler          | Stadecken, Am Kirchenthing, bei Nr. 2 Lage                             | ab 1888                                      | im Kirchgarten Kriegerdenkmal 1870/71, Obelisk, bezeichnet 1888; Kriegerdenkmal 1914/18, Stele mit Hochrelief, um 1930 | weitere Bilder Fotos hochladen |
| Rathaus                   | Stadecken, Burggrabenstraße 9 Lage                                     | 1771                                         | ehemaliges Amts- und Rathaus; spätbarocker, breitgelagerter Putzbau mit Krüppelwalmdach, 1771 | Fotos hochladen                |
| Burgscheune               | Stadecken, Burggrabenstraße 11 Lage                                    | spätes 18. Jahrhundert                       | barocke Bruchstein-Einfirstanlage, spätes 18. Jahrhundert | Fotos hochladen                |
| Spolie                    | Stadecken, Großgasse, an Nr. 9 Lage                                    | 18. Jahrhundert                              | aufwändig skulptierter Ofenstein, 18. Jahrhundert | Fotos hochladen                |
| Evangelisches Pfarrhaus   | Stadecken, Großgasse 10 Lage                                           | 1732                                         | eingeschossiger barocker Mansardwalmdachbau, bezeichnet 1732; straßenbildprägend | Fotos hochladen                |
| Spolie                    | Stadecken, Kirchgasse, an Nr. 6 Lage                                   |                                              | antike Spolie; Fragment einer lateinischen Inschrift | Fotos hochladen                |
| Spolie                    | Stadecken, Langgasse, an Nr. 1 Lage                                    | 18. Jahrhundert                              | reich dekorierter Ofenfuß, wohl aus dem 18. Jahrhundert | Fotos hochladen                |
| Torbogen                  | Stadecken, Langgasse, an Nr. 14a Lage                                  | 1681                                         | barocker Torbogen, bezeichnet 1681 | Fotos hochladen                |
| Wohnhaus                  | Stadecken, Langgasse 48 Lage                                           | erste Hälfte des 18. Jahrhunderts            | barockes Fachwerkhaus, teilweise massiv, erste Hälfte des 18. Jahrhunderts | Fotos hochladen                |
| Grabmäler                 | Stadecken, Portstraße, auf dem Friedhof Lage                           | Ende des 19. und Anfang des 20. Jahrhunderts | Friedhof um 1804 eröffnet - Grabmal Peter Wolf VII († 1901): Trauernde an kanneliertem Säulenstumpf - Grabmal Eheleute Nikolaus Beichert († 1913): Neurenaissance-Säulenädikula, um 1888 - Grabmal Eheleute Michael Wolf III († 1908), Statue einer Trauernden, um 1888 - Grabmal Georg Dechent II († 1897): Ädikula mit überladener Gliederung in Neurenaissanceformen - Grabmal Eheleute Adam Reichert († 1895): historisierender Pfeiler mit Zinnenkranz - Grabmal Eheleute Johann Dechent IV († 1887): Stele mit Urnenaufsatz - Grabmal Elisabetha Arl († 1888): gebrochene Säule mit Blütengehänge | weitere Bilder Fotos hochladen |
| Portal                    | Stadecken, Portstraße, an Nr. 24 Lage                                  | 1778                                         | spätbarockes Oberlichtportal, bezeichnet 1778 | Fotos hochladen                |
| Bahnhof Elsheim-Stadecken | Stadecken, zwischen Stadecken und Elsheim (Außerhalb des Ortes 1) Lage | 1904                                         | Bahnhof der Selztalbahn; malerisch komponierte Baugruppe in vom Jugendstil beeinflusstem barockisierenden Heimatstil, 1904 | Fotos hochladen                |
| Wasserbehälter            | Stadecken, südlich von Stadecken; Flur Im oberen Leppert Lage          | 1905                                         | Sandsteinbossenquader-Typenbau, Jugendstil, bezeichnet 1905, Architekt Wilhelm Lenz, Kulturinspektion Mainz, 1905 | weitere Bilder Fotos hochladen |
| Straßendenkmal            | Stadecken, westlich von Stadecken; Flur Auf dem Knichel Lage           | um 1832                                      | spätklassizistischer Pfeiler, Sandsteinquader, um 1832, zur Erinnerung an den Bau der „Ingelheimer Grundstraße“ | weitere Bilder Fotos hochladen |